# دانيال يوردانوف
دانيال يوردانوف (بالبلغارية: Даниел Бончев Йорданов)‏ هو مجدف بلغاري، ولد في 1 فبراير 1967 في دوبنيتسا في بلغاريا.

## وصلات خارجية
- دانيال يوردانوف على موقع الاتحاد الدولي للتجديف (الإنجليزية)
- دانيال يوردانوف على موقع أوليمبيديا (الإنجليزية)